# Abadía de San Ulrico y Santa Afra
La Abadía de San Ulrico y Santa Afra (en alemán: Kloster Sankt Ulrich und Afra Augsburg) es una antigua abadía benedictina dedicada a San Ulrico y Santa Afra en el sur de la ciudad vieja en Augsburgo, Baviera en el sur del país europeo de Alemania.
Desde finales del siglo XVI en adelante, la Abadía de St. Ulrico y San Afra fue una de las más de 40  abadías imperiales auto gobernadas del Sacro Imperio Romano y, como tal, era un estado prácticamente independiente. El territorio de ese estado era muy fragmentado: la abadía de San Ulrico y Santa Afra estaba enclavada propiamente dentro de la Ciudad Libre Imperial de Augsburgo, y varios pequeños territorios difundidos en toda la región. En el momento de su disolución en 1802, la Abadía Imperial cubría 112 kilómetros cuadrados y tenía alrededor de 5.000 habitantes.

## Véase también

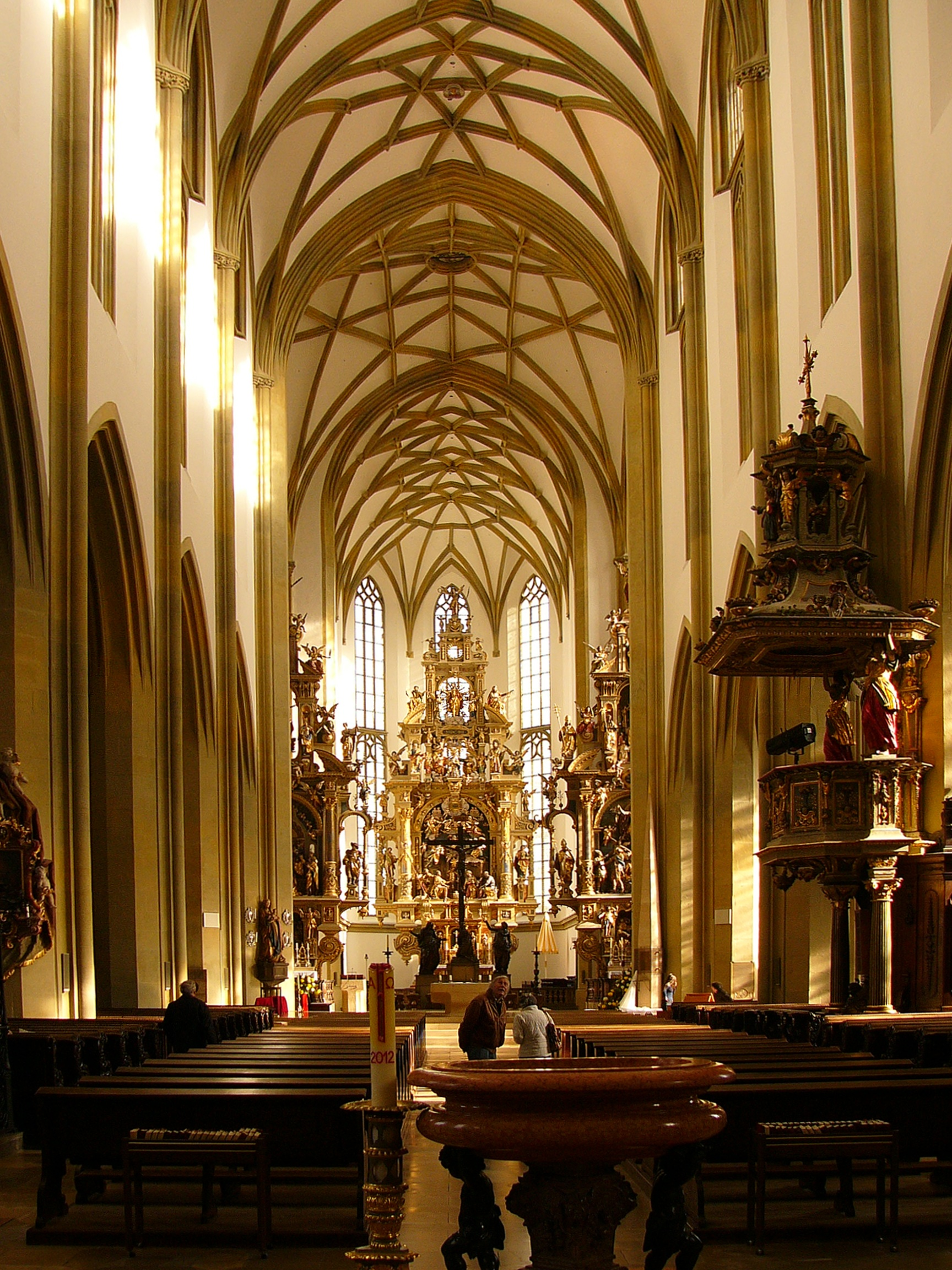
Vista interior.